# سونغ كانغ (ممثل كوري جنوبي)
سونغ كانغ (هانغل: 송강) هو ممثل كوري جنوبي ولد في 23 أبريل 1994.تخرج سونغ من جامعة كونكوك.
استحوذ على اهتمام الجماهير بأدائه الرائع في العديد من الأعمال الدرامية التلفزيونية. صعد إلى الشهرة بأدواره في أفلام ناجحة مثل إنذار الحب، وقد نال استحسانًا لتعدد استخداماته وموهبته. على الرغم من نجاحه، لا يزال سونغ كانغ غامضًا بشأن حياته الشخصية، مما يترك المعجبين يشعرون بالفضول بشأن حالة علاقته.

## فيلموغرافيا

### مسلسلات تلفزيونية
| عام       | عنوان                    | قناة البث   | الدور          | ملاحظة                | المراجع |
| --------- | ------------------------ | ----------- | -------------- | --------------------- | ------- |
| 2017      | الكذاب وعشيقه            | تي في ان    | بايك جين وو    |                       |         |
| 2017–2018 | رجل في المطبخ            | ام بي سي    | كيم وو جو      |                       |         |
| 2019      | تلمس قلبك                | تي في ان    | رجل التوصيل    | ظهور طفيف (الحلقة 13) | [ 3 ]   |
| 2019      | عندما ينادي الشيطان اسمك | تي في ان    | لوكا ألكسيفيتش |                       |         |
| 2021      | نافيليرا                 | تي في ان    | لي تشاي روك    |                       |         |
| 2021      | مع ذلك                   | جي تي بي سي | بارك جاي إيون  |                       |         |
| 2022      | التنبؤ بالحب والطقس      | جي تي بي سي | لي تشي وو      |                       |         |
| 2023      | شيطاني                   | اس بي اس    | جونغ كو وون    |                       | [ 4 ]   |

### مسلسلات ويب
| عام       | عنوان      | الشبكة  | الدور         | ملاحظات                               | المراجع |
| --------- | ---------- | ------- | ------------- | ------------------------------------- | ------- |
| 2019–2021 | انذار الحب | نتفليكس | هوانغ سون اوه | الموسم 1–2                            |         |
| 2020      | منزل جميل  | نتفليكس | تشا هيون سوو  | الموسم 1_2. الموسم 3 يُعرض في صيف 2024 |         |

## روابط خارجية
سونغ كانغ على موقع IMDb (الإنجليزية)
- سونغ كانغ على موقع ألو سيني (الفرنسية)
- سونغ كانغ على موقع قاعدة بيانات الفيلم (الإنجليزية)
- سونغ كانغ على موقع ليتربوكسد (الإنجليزية)